# Певкур, Ханно
Ха́нно Пе́вкур (эст. Hanno Pevkur; род. 2 апреля 1977, в посёлке Ийзаку, Эстонская ССР) — эстонский политический и государственный деятель. Член Партии реформ. Министр обороны Эстонии с 18 июля 2022 года. В прошлом — министр внутренних дел Эстонии (2014—2016), министр юстиции Эстонии (2012—2014), министр социальных дел Эстонии (2009—2012), депутат Рийгикогу (2007—2009, 2016—2022), председатель Партии реформ (2017—2018).

## Биография
Родился 2 апреля 1977 в посёлке Ийзаку.
В 2002 году окончил юридический факультет Тартуского университета.
В 1998—1999 годах — юридический советник в волостной управе Ярва-Яани, юрист-консультант в волостной управе Коеру и Кареда. В 1999—2000 годах — юрист в юридическом бюро Алексис. В 2000—2003 годах — юридический советник и административный секретарь в управе района Нымме. В 2003—2005 годах — старейшина района Нымме.
С 2000 года — член Партии реформ. В 2017—2018 годах — председатель партии.
В 2005—2007 годах — депутат городского собрания Таллина, заместитель мэра Таллина по вопросам образования, культуры и спорта.
В 2005—2007 годах — советник в министерстве юстиции Эстонии.
По результатам парламентских выборов 2007 года избран депутатом Рийгикогу XI созыва. Переизбирался в 2011, 2015 и 2019 годах. Был членом конституционной и специальной комиссии по надзору над учреждениями безопасности, членом правовой комиссии, в 2017—2018 годах — вице-спикер Рийгикогу, с 8 февраля 2021 года — первый вице-спикер Рийгикогу.
23 февраля 2009 года назначен министром социальных дел Эстонии во втором правительстве Андруса Ансипа после отставки Марет Марипуу. 10 декабря 2012 года назначен министром юстиции Эстонии в третьем правительстве Андруса Ансипа. 26 марта 2014 года назначен министром внутренних дел Эстонии в первом правительстве Таави Рыйваса. Исполнял обязанности до 23 ноября 2016 года.
18 июля 2022 года назначен министром обороны Эстонии во правительстве под руководством премьер-министра Каи Каллас. Сохранил пост в следующем третьем правительстве Каи Каллас, а затем — в правительстве под руководством премьер-министра Кристена Михала, приведённом к присяге 23 июля 2024 года.
С 2012 года — президент Союза волейбола Эстонии. В 2015—2020 годах — вице-президент Европейской конфедерации волейбола (ЕКВ). В 2016—2021 годах — европейский представитель в Международной федерации волейбола, член правления Международной федерации волейбола.
Помимо эстонского, владеет русским, английским, немецким и финским языками.

## Награды
- Орден князя Ярослава Мудрого III степени (4 сентября 2023 года, Украина) — за весомый личный вклад в укрепление межгосударственного сотрудничества, поддержку государственного суверенитета и территориальной целостности Украины, популяризацию Украинского государства в мире[3]

## Личная жизнь
Ханно Певкур состоит в браке и имеет двух детей.